# EBird
eBird ist eine Online-Datenbank für Vogelbeobachtungen, die Wissenschaftlern, Forschern und Ornithologen Echtzeitdaten über die Verbreitung und Häufigkeit von Vögeln liefert. Ursprünglich auf Sichtungen aus der westlichen Hemisphäre beschränkt, wurde das Projekt 2008 auf Neuseeland ausgeweitet und im Juni 2010 auf die ganze Welt. eBird wurde als ehrgeiziges Beispiel für die Anwerbung von Amateuren beschrieben, um Daten zur Biodiversität für die Verwendung in der Wissenschaft zu sammeln.
eBird ist ein Beispiel für Crowdsourcing und wurde als Beispiel für die Demokratisierung der Wissenschaft, die Behandlung von Bürgern als Wissenschaftler, die es der Öffentlichkeit ermöglicht, auf ihre eigenen Daten und die von anderen generierten kollektiven Daten zuzugreifen und diese zu nutzen, gepriesen.

## Geschichte und Zweck
Gegründet im Jahr 2002 vom Cornell Lab of Ornithology an der Cornell University und der National Audubon Society, sammelt eBird grundlegende Daten über Vogelreichtum und -verteilung auf einer Vielzahl von räumlichen und zeitlichen Skalen. Es wurde hauptsächlich von der ÉPOQ-Datenbank inspiriert, die 1975 von Jacques Larivée erstellt wurde. Bis zum 12. Mai 2021 wurden in dieser globalen Datenbank über eine Milliarde Vogelbeobachtungen aufgezeichnet. In den letzten Jahren wurden jedes Jahr über 100 Millionen Vogelbeobachtungen aufgezeichnet.
Das Ziel von eBird ist es, den Nutzen und die Zugänglichkeit der großen Anzahl von Vogelbeobachtungen zu maximieren, die jedes Jahr von Freizeit- und professionellen Vogelbeobachtern gemacht werden. Die Beobachtungen jedes Teilnehmers verbinden sich mit denen anderer in einem internationalen Netzwerk. Aufgrund der Variabilität der Beobachtungen die Freiwilligen machen, KI filtert Beobachtungen durch gesammelte historische Daten, um die Genauigkeit zu verbessern. Die Daten sind dann über Internetabfragen in einer Vielzahl von Formaten verfügbar.

### Verwendung von Datenbankinformationen
Die eBird-Datenbank wurde von Wissenschaftlern verwendet, um die Verbindung zwischen Vogelzug und Monsun-Regen in Indien zu bestimmen und so traditionelles Wissen zu validieren. Sie wurde auch verwendet, um Änderungen der Vogelverbreitung aufgrund des Klimawandels zu bemerken und dabei zu helfen, Migrationsrouten zu definieren. Eine durchgeführte Studie ergab, dass eBird-Listen bei der Bestimmung von Populationstrends und -verteilung genau waren.

## Eigenschaften
eBird dokumentiert das Vorhandensein oder Fehlen von Arten sowie den Vogelreichtum anhand von Checklistendaten. Über eine Webschnittstelle können die Teilnehmer ihre Beobachtungen übermitteln oder Ergebnisse über interaktive Abfragen der Datenbank anzeigen. Internet-Tools führen persönliche Vogelaufzeichnungen und ermöglichen Benutzern, Daten mit interaktiven Karten, Grafiken und Balkendiagrammen zu visualisieren. Ab 2022 ist die eBird-Website vollständig in 14 Sprachen verfügbar (mit verschiedenen Dialektoptionen für drei Sprachen) und eBird unterstützt gebräuchliche Namen für Vögel in 55 Sprachen mit 39 regionalen Versionen, sowie für insgesamt 95 regionale gebräuchlicher Namen.
eBird ist ein kostenloser Service. Die Daten werden täglich archiviert und sind für jedermann über die eBird-Website zusammen mit anderen Anwendungen zugänglich, die von der globalen Biodiversitätsinformatik-Community entwickelt wurden. Beispielsweise sind eBird-Daten Teil der Bioakustik-Forschung. Im Gegenzug unterstützt die Bioakustik-Forschung die eBird-Daten mit internationalen Biodiversitätsdatensystemen wie der Global Biodiversity Information Facility.

### Elektronische Kioske
Zusätzlich zur Annahme von Aufzeichnungen, die von den PCs und Mobilgeräten der Benutzer eingereicht werden, hat eBird elektronische Kioske an erstklassigen Vogelbeobachtungsstandorten aufgestellt, darunter einen am Bildungszentrum des J. N. „Ding“ Darling National Wildlife Refuge auf Sanibel in Florida.

### Integration in Autos
eBird ist ein Teil von Subaru Starlink auf dem 2019 erschienenen Subaru Ascent. Damit kann eBird auf dem Touchscreen des Autos benutzt werden.

## Umfang der Informationen

### Vogel-Sichtungen
eBird sammelt weltweit Informationen, aber die überwiegende Mehrheit der Beobachtungen wird aus Nordamerika eingereicht. Die in der folgenden Tabelle aufgeführten Nummern der Sichtungen enthalten nur vollständige Datensätze, in denen Beobachter alle Arten angeben, die sie während der Dauer der Beobachtung identifizieren können.
| Ort                  | Nummer der Zählungen | Prozentualer Anteil |
| -------------------- | -------------------- | ------------------- |
| Weltweit             | 70.938.090           | 100,00 %            |
| Westliche Hemisphäre |                      |                     |
| Westliche Hemisphäre | 60.100.565           | 84,72 %             |
| Zentralamerika       | 1.419.740            | 2,00 %              |
| Nordamerika          | 57.439.418           | 80,97 %             |
| Südamerika           | 2.375.588            | 3,35 %              |
| Westindische Inseln  | 394.196              | 0,56 %              |
| Östliche Hemisphäre  |                      |                     |
| Östliche Hemisphäre  | 10.819.438           | 15,25 %             |
| Afrika               | 491.089              | 0,69 %              |
| Asien                | 3.776.530            | 5,32 %              |
| Australien           | 1.833.318            | 2,58 %              |
| Europa               | 4.192.928            | 5,91 %              |
| South Polar          |                      |                     |
| Südpolar             | 13.759               | 0,02 %              |
|                      |                      |                     |

## Weiterführende Links
- eBird Webseite
- Liste von Publikationen, die auf eBird-Daten zugegriffen haben